# Amata tomasina
Amata tomasina är en fjärilsart som beskrevs av Butler 1876. Amata tomasina ingår i släktet Amata och familjen björnspinnare. Inga underarter finns listade i Catalogue of Life.